# Tour Colombia 2020
La 3.ª edición del Tour Colombia fue una carrera de ciclismo en ruta por etapas que se celebró entre el 11 y el 16 de febrero de 2020 en Colombia con inicio en la ciudad de Tunja y final en "Alto El Verjón" en las afueras de la ciudad de Bogotá. El recorrido constó de un total de 6 etapas sobre una distancia total de 823,3 km.
La carrera formó parte del UCI America Tour 2020, calendario ciclístico de los Circuitos Continentales UCI, dentro de la categoría 2.1 y fue ganada por el colombiano Sergio Higuita del EF. Completaron el podio, como segundo y tercer clasificado respectivamente, el también colombiano Daniel Felipe Martínez y el ecuatoriano Jonathan Caicedo, ambos compañeros de equipo del vencedor.

## Equipos participantes
Tomaron parte en la carrera 27 equipos: 6 de categoría UCI WorldTeam invitados por la organización, 6 de categoría UCI ProTeam, 10 de categoría Continental y 5 selecciones nacionales. Formaron así un pelotón de 161 ciclistas de los que acabaron 131. Los equipos participantes fueron:
| WorldTeams (6)- Deceuninck-Quick Step - EF Pro Cycling - Israel Start-Up Nation - Movistar Team - Ineos - UAE Team Emirates ProTeams (6)- Androni Giocattoli-Sidermec - Bardiani CSF Faizanè - Rally Cycling - Uno-X Norwegian Development - Vini Zabù-KTM - Team Novo Nordisk Equipos continentales (10)- Colombia Tierra de Atletas-GW Bicicletas - EPM-Scott - Equipo Continental Supergiros - Equipo Continental Orgullo Paisa - Medellín - Efapel - Agrupación Virgen de Fátima-SaddleDrunk - Team Illuminate - Canel's Pro Cycling - Amore & Vita-Prodir Equipos nacionales (5)- Brasil - Colombia - Ecuador - Venezuela - Rusia |
| |

## Recorrido
El Tour Colombia recorrió los departamentos de Boyacá, Cundinamarca y la capital Bogotá, en conmemoración a los 200 años de la independencia nacional. El recorrido dispuso de seis etapas dividido en una contrarreloj por equipos, una etapa llana, dos etapas de media montaña, y una etapa de alta montaña para un recorrido total de 823,3 kilómetros.
| Etapa     | Fecha     | Recorrido                     | type                     | Distancia (km) | Ganador                | Líder            |
| --------- | --------- | ----------------------------- | ------------------------ | -------------- | ---------------------- | ---------------- |
| 1.ª etapa | 11 de feb | Tunja – Tunja                 | contrarreloj por equipos | 16,7           | EF Pro Cycling         | Jonathan Caicedo |
| 2.ª etapa | 12 de feb | Paipa – Duitama               | etapa llana              | 152,4          | Juan Sebastián Molano  | Jonathan Caicedo |
| 3.ª etapa | 13 de feb | Paipa – Sogamoso              | etapa escarpada          | 177            | Juan Sebastián Molano  | Jonathan Caicedo |
| 4.ª etapa | 14 de feb | Paipa – Santa Rosa de Viterbo | etapa escarpada          | 169            | Sergio Higuita         | Sergio Higuita   |
| 5.ª etapa | 15 de feb | Paipa – Zipaquirá             | etapa de media montaña   | 174,9          | Juan Sebastián Molano  | Sergio Higuita   |
| 6.ª etapa | 16 de feb | Zipaquirá – Alto El Verjón    | etapa de montaña         | 121,8          | Daniel Felipe Martínez | Sergio Higuita   |

## Principales invitados
Como parte del pelotón internacional, los principales invitados fueron:
- Julian Alaphilippe (Deceuninck-Quick Step). El ciclista francés de 27 años vuelve por tercera vez consecutiva al Tour Colombia en donde tiene a su haber 2 triunfos de etapa, manteniendo su fórmula de éxito luego de un 2019 de ensueño en donde repitió la marca de 12 victorias de la temporada anterior pero logrando triunfos de mayor renombre al ganar su primer monumento con una Milán-San Remo y haberse mantenido 14 días como líder del Tour de Francia los cuales lo llevaron a ser distinguido como el mejor ciclista de la temporada 2019 con el Vélo D'Or. Inició su temporada en la pasada Vuelta a San Juan de donde tuvo que retirarse luego de finalizadas 2 etapas debido a problemas estomacales.[5]
- Richard Carapaz (Team INEOS). El ciclista ecuatoriano de 26 años, histórico vencedor del Giro de Italia 2019, siendo uno de los ciclistas revelación de la temporada anterior, vuelve por tercera vez al Tour Colombia en donde fue noveno el año anterior y en la que será su primera competición como integrante del Team INEOS con miras a preparar el Giro y revalidar la victoria obtenida en la edición anterior.
- Bob Jungels (Deceuninck-Quick Step). Bicampeón de contrarreloj y ruta de Luxemburgo, ganador de una Lieja-Bastoña-Lieja en 2018 y ganador de una etapa en la edición anterior del Tour Colombia. El luxemburgués de 27 años, arranca su temporada en Colombia de cara a sus objetivos de la temporada.
- Fabio Aru (UAE Team Emirates). Ganador de la Vuelta a España 2015, segundo en el Giro de Italia 2015 y tercero en el Giro de Italia 2014. El ciclista italiano de 29 años quien ha venido recuperándose[6] de la angioplastia a su pierna izquierda realizada el año anterior[7] será debutante en el Tour Colombia en su ruta para recobrar el nivel alcanzado en temporadas anteriores.

Como parte del pelotón nacional, los principales invitados fueron:
- Egan Bernal (Team INEOS). El ciclista colombiano de 23 años, primer latinoamericano en ganar el Tour de Francia, vuelve por tercera vez al Tour Colombia, en donde fue el vencedor de la edición inaugural, iniciando su preparación con miras a revalidar su título en el Tour. Inició su temporada en los campeonatos de Colombia de Contrarreloj y Ruta en donde ocupó las posiciones 3.ª y 2.ª respectivamente.
- Rigoberto Urán (EF). El ciclista colombiano de 33 años, doble subcampeón del Giro de Italia, segundo en el Tour de Francia 2017 y tercero en la edición inaugural con victoria de etapa, volverá a competir luego de más de 5 meses de recuperación tras la caída que le causó múltiples fracturas en la sexta etapa de pasada Vuelta a España.[8] En el Tour Colombia registra una victoria de etapa individual y una por equipos con el EF en sus 2 participaciones anteriores.
- Esteban Chaves (Mitchelton-Scott competerá con la Selección Colombia). El ciclista colombiano de 30 años, subcampeón del Giro de Italia 2016, tercero en la Vuelta a España 2016 y ganador del Giro de Lombardía en 2016, primer y único monumento de ciclismo ganado por un ciclista de Latinoamérica, debutará en el Tour Colombia como líder de la selección Colombia de ciclismo.[9]

## Desarrollo de la carrera

### 1.ª etapa
| Tunja - Tunja | contrarreloj por equipos | (16,7 km) |

| \| Clasificación de la etapa \| Clasificación de la etapa \| Clasificación de la etapa \| Clasificación de la etapa \| Clasificación de la etapa \| Clasificación de la etapa \| \| Equipo \| Equipo \| Tiempo \| Diferencia \| Promedio \| \| \| ------------------------- \| --------------------------- \| ------------------------- \| ------------------------- \| ------------------------- \| ------------------------- \| \| 1.º \| EF Pro Cycling \| 18 min 01 s \| 0 s \| 55.615 km/h \| \| \| 2.º \| Deceuninck-Quick Step \| 18 min 46 s \| + 45 s \| 53.393 km/h \| \| \| 3.º \| Ineos \| 18 min 47 s \| + 46 s \| 53.345 km/h \| \| \| 4.º \| Rally Cycling \| 19 min 00 s \| + 59 s \| 52.737 km/h \| \| \| 5.º \| UAE Team Emirates \| 19 min 01 s \| + 1 min 00 s \| 52.691 km/h \| \| \| 6.º \| EPM-Scott \| 19 min 01 s \| + 1 min 00 s \| 52.691 km/h \| \| \| 7.º \| Movistar Team \| 19 min 03 s \| + 1 min 02 s \| 52.598 km/h \| \| \| 8.º \| Israel Start-Up Nation \| 19 min 22 s \| + 1 min 21 s \| 51.738 km/h \| \| \| 9.º \| Medellín \| 19 min 23 s \| + 1 min 22 s \| 51.694 km/h \| \| \| 10.º \| Uno-X Norwegian Development \| 19 min 33 s \| + 1 min 32 s \| 51.253 km/h \| \| |                             |             |              |             |
| |                             |             |              |             |
| Fuente: ProCyclingStats |                             |             |              |             |
| Clasificación de la etapa |                             |             |              |             |
| Equipo | Equipo                      | Tiempo      | Diferencia   | Promedio    |
| 1.º | EF Pro Cycling              | 18 min 01 s | 0 s          | 55.615 km/h |
| 2.º | Deceuninck-Quick Step       | 18 min 46 s | + 45 s       | 53.393 km/h |
| 3.º | Ineos                       | 18 min 47 s | + 46 s       | 53.345 km/h |
| 4.º | Rally Cycling               | 19 min 00 s | + 59 s       | 52.737 km/h |
| 5.º | UAE Team Emirates           | 19 min 01 s | + 1 min 00 s | 52.691 km/h |
| 6.º | EPM-Scott                   | 19 min 01 s | + 1 min 00 s | 52.691 km/h |
| 7.º | Movistar Team               | 19 min 03 s | + 1 min 02 s | 52.598 km/h |
| 8.º | Israel Start-Up Nation      | 19 min 22 s | + 1 min 21 s | 51.738 km/h |
| 9.º | Medellín                    | 19 min 23 s | + 1 min 22 s | 51.694 km/h |
| 10.º | Uno-X Norwegian Development | 19 min 33 s | + 1 min 32 s | 51.253 km/h |

| \| Clasificación general \| Clasificación general \| Clasificación general \| Clasificación general \| Clasificación general \| \| Ciclista \| Ciclista \| Equipo \| Tiempo \| \| \| --------------------- \| ---------------------- \| --------------------- \| --------------------- \| --------------------- \| \| 1.º \| Jonathan Caicedo \| EF Pro Cycling \| 18 min 01 s \| \| \| 2.º \| Sergio Higuita \| EF Pro Cycling \| + 0 s \| \| \| 3.º \| Daniel Felipe Martínez \| EF Pro Cycling \| + 0 s \| \| \| 4.º \| Tejay van Garderen \| EF Pro Cycling \| + 0 s \| \| \| 5.º \| Lawson Craddock \| EF Pro Cycling \| + 9 s \| \| \| 6.º \| Julian Alaphilippe \| Deceuninck-Quick Step \| + 45 s \| \| \| 7.º \| Bob Jungels \| Deceuninck-Quick Step \| + 45 s \| \| \| 8.º \| Jannik Steimle \| Deceuninck-Quick Step \| + 45 s \| \| \| 9.º \| Bert Van Lerberghe \| Deceuninck-Quick Step \| + 45 s \| \| \| 10.º \| Egan Bernal \| Team Ineos \| + 46 s \| \| |                        |                       |             |
| |                        |                       |             |
| Fuente: ProCyclingStats |                        |                       |             |
| Clasificación general |                        |                       |             |
| Ciclista | Ciclista               | Equipo                | Tiempo      |
| 1.º | Jonathan Caicedo       | EF Pro Cycling        | 18 min 01 s |
| 2.º | Sergio Higuita         | EF Pro Cycling        | + 0 s       |
| 3.º | Daniel Felipe Martínez | EF Pro Cycling        | + 0 s       |
| 4.º | Tejay van Garderen     | EF Pro Cycling        | + 0 s       |
| 5.º | Lawson Craddock        | EF Pro Cycling        | + 9 s       |
| 6.º | Julian Alaphilippe     | Deceuninck-Quick Step | + 45 s      |
| 7.º | Bob Jungels            | Deceuninck-Quick Step | + 45 s      |
| 8.º | Jannik Steimle         | Deceuninck-Quick Step | + 45 s      |
| 9.º | Bert Van Lerberghe     | Deceuninck-Quick Step | + 45 s      |
| 10.º | Egan Bernal            | Team Ineos            | + 46 s      |

### 2.ª etapa
| Paipa - Duitama | etapa llana | (152,4 km) |

| \| Clasificación de la etapa \| Clasificación de la etapa \| Clasificación de la etapa \| Clasificación de la etapa \| Clasificación de la etapa \| \| Ciclista \| Ciclista \| Equipo \| Tiempo \| \| \| ------------------------- \| ------------------------- \| ----------------------------- \| ------------------------- \| ------------------------- \| \| 1.º \| Juan Sebastián Molano \| UAE Team Emirates \| 3 h 12 min 09 s \| \| \| 2.º \| Álvaro Hodeg \| Deceuninck-Quick Step \| + 0 s \| \| \| 3.º \| Itamar Einhorn \| Israel Start-Up Nation \| + 0 s \| \| \| 4.º \| Jhonatan Restrepo \| Androni Giocattoli-Sidermec \| + 0 s \| \| \| 5.º \| Edwin Ávila \| Israel Start-Up Nation \| + 0 s \| \| \| 6.º \| Bryan Gómez \| Equipo Continental Supergiros \| + 0 s \| \| \| 7.º \| Colin Joyce \| Rally Cycling \| + 0 s \| \| \| 8.º \| Marco Benfatto \| Bardiani CSF Faizanè \| + 0 s \| \| \| 9.º \| Julián David Molano \| \| + 0 s \| \| \| 10.º \| Félix Barón \| Illuminate \| + 0 s \| \| |                       |                               |                 |
| |                       |                               |                 |
| Fuente: ProCyclingStats |                       |                               |                 |
| Clasificación de la etapa |                       |                               |                 |
| Ciclista | Ciclista              | Equipo                        | Tiempo          |
| 1.º | Juan Sebastián Molano | UAE Team Emirates             | 3 h 12 min 09 s |
| 2.º | Álvaro Hodeg          | Deceuninck-Quick Step         | + 0 s           |
| 3.º | Itamar Einhorn        | Israel Start-Up Nation        | + 0 s           |
| 4.º | Jhonatan Restrepo     | Androni Giocattoli-Sidermec   | + 0 s           |
| 5.º | Edwin Ávila           | Israel Start-Up Nation        | + 0 s           |
| 6.º | Bryan Gómez           | Equipo Continental Supergiros | + 0 s           |
| 7.º | Colin Joyce           | Rally Cycling                 | + 0 s           |
| 8.º | Marco Benfatto        | Bardiani CSF Faizanè          | + 0 s           |
| 9.º | Julián David Molano   |                               | + 0 s           |
| 10.º | Félix Barón           | Illuminate                    | + 0 s           |

| \| Clasificación general \| Clasificación general \| Clasificación general \| Clasificación general \| Clasificación general \| \| Ciclista \| Ciclista \| Equipo \| Tiempo \| \| \| --------------------- \| ---------------------- \| --------------------- \| --------------------- \| --------------------- \| \| 1.º \| Jonathan Caicedo \| EF Pro Cycling \| 3 h 30 min 10 s \| \| \| 2.º \| Sergio Higuita \| EF Pro Cycling \| + 0 s \| \| \| 3.º \| Daniel Felipe Martínez \| EF Pro Cycling \| + 0 s \| \| \| 4.º \| Tejay van Garderen \| EF Pro Cycling \| + 0 s \| \| \| 5.º \| Lawson Craddock \| EF Pro Cycling \| + 9 s \| \| \| 6.º \| Bert Van Lerberghe \| Deceuninck-Quick Step \| + 45 s \| \| \| 7.º \| Jannik Steimle \| Deceuninck-Quick Step \| + 45 s \| \| \| 8.º \| Egan Bernal \| Team Ineos \| + 46 s \| \| \| 9.º \| Richard Carapaz \| Team Ineos \| + 46 s \| \| \| 10.º \| Jhonatan Narváez \| Team Ineos \| + 46 s \| \| |                        |                       |                 |
| |                        |                       |                 |
| Fuente: ProCyclingStats |                        |                       |                 |
| Clasificación general |                        |                       |                 |
| Ciclista | Ciclista               | Equipo                | Tiempo          |
| 1.º | Jonathan Caicedo       | EF Pro Cycling        | 3 h 30 min 10 s |
| 2.º | Sergio Higuita         | EF Pro Cycling        | + 0 s           |
| 3.º | Daniel Felipe Martínez | EF Pro Cycling        | + 0 s           |
| 4.º | Tejay van Garderen     | EF Pro Cycling        | + 0 s           |
| 5.º | Lawson Craddock        | EF Pro Cycling        | + 9 s           |
| 6.º | Bert Van Lerberghe     | Deceuninck-Quick Step | + 45 s          |
| 7.º | Jannik Steimle         | Deceuninck-Quick Step | + 45 s          |
| 8.º | Egan Bernal            | Team Ineos            | + 46 s          |
| 9.º | Richard Carapaz        | Team Ineos            | + 46 s          |
| 10.º | Jhonatan Narváez       | Team Ineos            | + 46 s          |

### 3.ª etapa
| Paipa - Sogamoso | etapa escarpada | (177 km) |

| \| Clasificación de la etapa \| Clasificación de la etapa \| Clasificación de la etapa \| Clasificación de la etapa \| Clasificación de la etapa \| \| Ciclista \| Ciclista \| Equipo \| Tiempo \| \| \| ------------------------- \| ------------------------- \| --------------------------- \| ------------------------- \| ------------------------- \| \| 1.º \| Juan Sebastián Molano \| UAE Team Emirates \| 3 h 57 min 00 s \| \| \| 2.º \| Edwin Ávila \| Israel Start-Up Nation \| + 0 s \| \| \| 3.º \| Álvaro Hodeg \| Deceuninck-Quick Step \| + 0 s \| \| \| 4.º \| Julián David Molano \| \| + 0 s \| \| \| 5.º \| Jhonatan Restrepo \| Androni Giocattoli-Sidermec \| + 0 s \| \| \| 6.º \| Umberto Marengo \| Vini Zabù-KTM \| + 0 s \| \| \| 7.º \| Bert Van Lerberghe \| Deceuninck-Quick Step \| + 0 s \| \| \| 8.º \| Travis McCabe \| Israel Start-Up Nation \| + 0 s \| \| \| 9.º \| Richard Carapaz \| Team Ineos \| + 0 s \| \| \| 10.º \| Idar Andersen \| Uno-X Norwegian Development \| + 0 s \| \| |                       |                             |                 |
| |                       |                             |                 |
| Fuente: ProCyclingStats |                       |                             |                 |
| Clasificación de la etapa |                       |                             |                 |
| Ciclista | Ciclista              | Equipo                      | Tiempo          |
| 1.º | Juan Sebastián Molano | UAE Team Emirates           | 3 h 57 min 00 s |
| 2.º | Edwin Ávila           | Israel Start-Up Nation      | + 0 s           |
| 3.º | Álvaro Hodeg          | Deceuninck-Quick Step       | + 0 s           |
| 4.º | Julián David Molano   |                             | + 0 s           |
| 5.º | Jhonatan Restrepo     | Androni Giocattoli-Sidermec | + 0 s           |
| 6.º | Umberto Marengo       | Vini Zabù-KTM               | + 0 s           |
| 7.º | Bert Van Lerberghe    | Deceuninck-Quick Step       | + 0 s           |
| 8.º | Travis McCabe         | Israel Start-Up Nation      | + 0 s           |
| 9.º | Richard Carapaz       | Team Ineos                  | + 0 s           |
| 10.º | Idar Andersen         | Uno-X Norwegian Development | + 0 s           |

| \| Clasificación general \| Clasificación general \| Clasificación general \| Clasificación general \| Clasificación general \| \| Ciclista \| Ciclista \| Equipo \| Tiempo \| \| \| --------------------- \| ---------------------- \| --------------------- \| --------------------- \| --------------------- \| \| 1.º \| Jonathan Caicedo \| EF Pro Cycling \| 7 h 27 min 10 s \| \| \| 2.º \| Sergio Higuita \| EF Pro Cycling \| + 0 s \| \| \| 3.º \| Daniel Felipe Martínez \| EF Pro Cycling \| + 0 s \| \| \| 4.º \| Tejay van Garderen \| EF Pro Cycling \| + 0 s \| \| \| 5.º \| Juan Sebastián Molano \| UAE Team Emirates \| + 40 s \| \| \| 6.º \| Bert Van Lerberghe \| Deceuninck-Quick Step \| + 45 s \| \| \| 7.º \| Jannik Steimle \| Deceuninck-Quick Step \| + 45 s \| \| \| 8.º \| Richard Carapaz \| Team Ineos \| + 46 s \| \| \| 9.º \| Egan Bernal \| Team Ineos \| + 46 s \| \| \| 10.º \| Jhonatan Narváez \| Team Ineos \| + 46 s \| \| |                        |                       |                 |
| |                        |                       |                 |
| Fuente: ProCyclingStats |                        |                       |                 |
| Clasificación general |                        |                       |                 |
| Ciclista | Ciclista               | Equipo                | Tiempo          |
| 1.º | Jonathan Caicedo       | EF Pro Cycling        | 7 h 27 min 10 s |
| 2.º | Sergio Higuita         | EF Pro Cycling        | + 0 s           |
| 3.º | Daniel Felipe Martínez | EF Pro Cycling        | + 0 s           |
| 4.º | Tejay van Garderen     | EF Pro Cycling        | + 0 s           |
| 5.º | Juan Sebastián Molano  | UAE Team Emirates     | + 40 s          |
| 6.º | Bert Van Lerberghe     | Deceuninck-Quick Step | + 45 s          |
| 7.º | Jannik Steimle         | Deceuninck-Quick Step | + 45 s          |
| 8.º | Richard Carapaz        | Team Ineos            | + 46 s          |
| 9.º | Egan Bernal            | Team Ineos            | + 46 s          |
| 10.º | Jhonatan Narváez       | Team Ineos            | + 46 s          |

### 4.ª etapa
| Paipa - Santa Rosa de Viterbo | etapa escarpada | (169 km) |

| \| Clasificación de la etapa \| Clasificación de la etapa \| Clasificación de la etapa \| Clasificación de la etapa \| Clasificación de la etapa \| \| Ciclista \| Ciclista \| Equipo \| Tiempo \| \| \| ------------------------- \| ------------------------- \| --------------------------- \| ------------------------- \| ------------------------- \| \| 1.º \| Sergio Higuita \| EF Pro Cycling \| 3 h 58 min 47 s \| \| \| 2.º \| Egan Bernal \| Team Ineos \| + 0 s \| \| \| 3.º \| Julian Alaphilippe \| Deceuninck-Quick Step \| + 1 s \| \| \| 4.º \| Daniel Felipe Martínez \| EF Pro Cycling \| + 2 s \| \| \| 5.º \| Torstein Træen \| Uno-X Norwegian Development \| + 2 s \| \| \| 6.º \| Richard Carapaz \| Team Ineos \| + 2 s \| \| \| 7.º \| Miguel Flórez López \| Androni Giocattoli-Sidermec \| + 2 s \| \| \| 8.º \| Jonathan Caicedo \| EF Pro Cycling \| + 4 s \| \| \| 9.º \| Esteban Chaves \| Colombia \| + 4 s \| \| \| 10.º \| Freddy Montaña \| EPM-Scott \| + 4 s \| \| |                        |                             |                 |
| |                        |                             |                 |
| Fuente: ProCyclingStats |                        |                             |                 |
| Clasificación de la etapa |                        |                             |                 |
| Ciclista | Ciclista               | Equipo                      | Tiempo          |
| 1.º | Sergio Higuita         | EF Pro Cycling              | 3 h 58 min 47 s |
| 2.º | Egan Bernal            | Team Ineos                  | + 0 s           |
| 3.º | Julian Alaphilippe     | Deceuninck-Quick Step       | + 1 s           |
| 4.º | Daniel Felipe Martínez | EF Pro Cycling              | + 2 s           |
| 5.º | Torstein Træen         | Uno-X Norwegian Development | + 2 s           |
| 6.º | Richard Carapaz        | Team Ineos                  | + 2 s           |
| 7.º | Miguel Flórez López    | Androni Giocattoli-Sidermec | + 2 s           |
| 8.º | Jonathan Caicedo       | EF Pro Cycling              | + 4 s           |
| 9.º | Esteban Chaves         | Colombia                    | + 4 s           |
| 10.º | Freddy Montaña         | EPM-Scott                   | + 4 s           |

| \| Clasificación general \| Clasificación general \| Clasificación general \| Clasificación general \| Clasificación general \| \| Ciclista \| Ciclista \| Equipo \| Tiempo \| \| \| --------------------- \| ---------------------- \| --------------------- \| --------------------- \| --------------------- \| \| 1.º \| Sergio Higuita \| EF Pro Cycling \| 11 h 25 min 47 s \| \| \| 2.º \| Daniel Felipe Martínez \| EF Pro Cycling \| + 12 s \| \| \| 3.º \| Jonathan Caicedo \| EF Pro Cycling \| + 14 s \| \| \| 4.º \| Egan Bernal \| Team Ineos \| + 50 s \| \| \| 5.º \| Richard Carapaz \| Team Ineos \| + 58 s \| \| \| 6.º \| Freddy Montaña \| EPM-Scott \| + 1 min 14 s \| \| \| 7.º \| Aldemar Reyes Ortega \| EPM-Scott \| + 1 min 28 s \| \| \| 8.º \| Gavin Mannion \| Rally Cycling \| + 1 min 30 s \| \| \| 9.º \| Sergio Luis Henao \| UAE Team Emirates \| + 1 min 31 s \| \| \| 10.º \| Diego Ochoa \| EPM-Scott \| + 1 min 31 s \| \| |                        |                   |                  |
| |                        |                   |                  |
| Fuente: ProCyclingStats |                        |                   |                  |
| Clasificación general |                        |                   |                  |
| Ciclista | Ciclista               | Equipo            | Tiempo           |
| 1.º | Sergio Higuita         | EF Pro Cycling    | 11 h 25 min 47 s |
| 2.º | Daniel Felipe Martínez | EF Pro Cycling    | + 12 s           |
| 3.º | Jonathan Caicedo       | EF Pro Cycling    | + 14 s           |
| 4.º | Egan Bernal            | Team Ineos        | + 50 s           |
| 5.º | Richard Carapaz        | Team Ineos        | + 58 s           |
| 6.º | Freddy Montaña         | EPM-Scott         | + 1 min 14 s     |
| 7.º | Aldemar Reyes Ortega   | EPM-Scott         | + 1 min 28 s     |
| 8.º | Gavin Mannion          | Rally Cycling     | + 1 min 30 s     |
| 9.º | Sergio Luis Henao      | UAE Team Emirates | + 1 min 31 s     |
| 10.º | Diego Ochoa            | EPM-Scott         | + 1 min 31 s     |

### 5.ª etapa
| Paipa - Zipaquirá | etapa de media montaña | (174,9 km) |

| \| Clasificación de la etapa \| Clasificación de la etapa \| Clasificación de la etapa \| Clasificación de la etapa \| Clasificación de la etapa \| \| Ciclista \| Ciclista \| Equipo \| Tiempo \| \| \| ------------------------- \| ------------------------- \| --------------------------- \| ------------------------- \| ------------------------- \| \| 1.º \| Juan Sebastián Molano \| UAE Team Emirates \| 4 h 06 min 00 s \| \| \| 2.º \| Álvaro Hodeg \| Deceuninck-Quick Step \| + 0 s \| \| \| 3.º \| Jhonatan Restrepo \| Androni Giocattoli-Sidermec \| + 0 s \| \| \| 4.º \| Travis McCabe \| Israel Start-Up Nation \| + 0 s \| \| \| 5.º \| Colin Joyce \| Rally Cycling \| + 0 s \| \| \| 6.º \| Juan Francisco Rosales \| Canel's Pro Cycling \| + 0 s \| \| \| 7.º \| Richard Carapaz \| Team Ineos \| + 0 s \| \| \| 8.º \| Edwin Ávila \| Israel Start-Up Nation \| + 0 s \| \| \| 9.º \| Lars Saugstad \| Uno-X Norwegian Development \| + 0 s \| \| \| 10.º \| Diego Ochoa \| EPM-Scott \| + 0 s \| \| |                        |                             |                 |
| |                        |                             |                 |
| Fuente: ProCyclingStats |                        |                             |                 |
| Clasificación de la etapa |                        |                             |                 |
| Ciclista | Ciclista               | Equipo                      | Tiempo          |
| 1.º | Juan Sebastián Molano  | UAE Team Emirates           | 4 h 06 min 00 s |
| 2.º | Álvaro Hodeg           | Deceuninck-Quick Step       | + 0 s           |
| 3.º | Jhonatan Restrepo      | Androni Giocattoli-Sidermec | + 0 s           |
| 4.º | Travis McCabe          | Israel Start-Up Nation      | + 0 s           |
| 5.º | Colin Joyce            | Rally Cycling               | + 0 s           |
| 6.º | Juan Francisco Rosales | Canel's Pro Cycling         | + 0 s           |
| 7.º | Richard Carapaz        | Team Ineos                  | + 0 s           |
| 8.º | Edwin Ávila            | Israel Start-Up Nation      | + 0 s           |
| 9.º | Lars Saugstad          | Uno-X Norwegian Development | + 0 s           |
| 10.º | Diego Ochoa            | EPM-Scott                   | + 0 s           |

| \| Clasificación general \| Clasificación general \| Clasificación general \| Clasificación general \| Clasificación general \| \| Ciclista \| Ciclista \| Equipo \| Tiempo \| \| \| --------------------- \| ---------------------- \| --------------------- \| --------------------- \| --------------------- \| \| 1.º \| Sergio Higuita \| EF Pro Cycling \| 15 h 31 min 47 s \| \| \| 2.º \| Daniel Felipe Martínez \| EF Pro Cycling \| + 12 s \| \| \| 3.º \| Jonathan Caicedo \| EF Pro Cycling \| + 14 s \| \| \| 4.º \| Egan Bernal \| Team Ineos \| + 50 s \| \| \| 5.º \| Richard Carapaz \| Team Ineos \| + 58 s \| \| \| 6.º \| Freddy Montaña \| EPM-Scott \| + 1 min 14 s \| \| \| 7.º \| Aldemar Reyes Ortega \| EPM-Scott \| + 1 min 28 s \| \| \| 8.º \| Gavin Mannion \| Rally Cycling \| + 1 min 30 s \| \| \| 9.º \| Sergio Luis Henao \| UAE Team Emirates \| + 1 min 31 s \| \| \| 10.º \| Diego Ochoa \| EPM-Scott \| + 1 min 31 s \| \| |                        |                   |                  |
| |                        |                   |                  |
| Fuente: ProCyclingStats |                        |                   |                  |
| Clasificación general |                        |                   |                  |
| Ciclista | Ciclista               | Equipo            | Tiempo           |
| 1.º | Sergio Higuita         | EF Pro Cycling    | 15 h 31 min 47 s |
| 2.º | Daniel Felipe Martínez | EF Pro Cycling    | + 12 s           |
| 3.º | Jonathan Caicedo       | EF Pro Cycling    | + 14 s           |
| 4.º | Egan Bernal            | Team Ineos        | + 50 s           |
| 5.º | Richard Carapaz        | Team Ineos        | + 58 s           |
| 6.º | Freddy Montaña         | EPM-Scott         | + 1 min 14 s     |
| 7.º | Aldemar Reyes Ortega   | EPM-Scott         | + 1 min 28 s     |
| 8.º | Gavin Mannion          | Rally Cycling     | + 1 min 30 s     |
| 9.º | Sergio Luis Henao      | UAE Team Emirates | + 1 min 31 s     |
| 10.º | Diego Ochoa            | EPM-Scott         | + 1 min 31 s     |

### 6.ª etapa
| Zipaquirá - Alto El Verjón | etapa de montaña | (121,8 km) |

| \| Clasificación de la etapa \| Clasificación de la etapa \| Clasificación de la etapa \| Clasificación de la etapa \| Clasificación de la etapa \| \| Ciclista \| Ciclista \| Equipo \| Tiempo \| \| \| ------------------------- \| ------------------------- \| ---------------------------------------- \| ------------------------- \| ------------------------- \| \| 1.º \| Daniel Felipe Martínez \| EF Pro Cycling \| 4 h 24 min 09 s \| \| \| 2.º \| Sergio Higuita \| EF Pro Cycling \| + 1 s \| \| \| 3.º \| Egan Bernal \| Team Ineos \| + 3 s \| \| \| 4.º \| Miguel Flórez López \| Androni Giocattoli-Sidermec \| + 9 s \| \| \| 5.º \| Jonathan Caicedo \| EF Pro Cycling \| + 14 s \| \| \| 6.º \| Robinson Chalapud \| Medellín \| + 52 s \| \| \| 7.º \| Hernán Aguirre \| Colombia Tierra de Atletas-GW Bicicletas \| + 1 min 08 s \| \| \| 8.º \| Diego Camargo \| Colombia Tierra de Atletas-GW Bicicletas \| + 1 min 16 s \| \| \| 9.º \| Freddy Montaña \| EPM-Scott \| + 1 min 16 s \| \| \| 10.º \| Esteban Chaves \| Colombia \| + 1 min 16 s \| \| |                        |                                          |                 |
| |                        |                                          |                 |
| Fuente: ProCyclingStats |                        |                                          |                 |
| Clasificación de la etapa |                        |                                          |                 |
| Ciclista | Ciclista               | Equipo                                   | Tiempo          |
| 1.º | Daniel Felipe Martínez | EF Pro Cycling                           | 4 h 24 min 09 s |
| 2.º | Sergio Higuita         | EF Pro Cycling                           | + 1 s           |
| 3.º | Egan Bernal            | Team Ineos                               | + 3 s           |
| 4.º | Miguel Flórez López    | Androni Giocattoli-Sidermec              | + 9 s           |
| 5.º | Jonathan Caicedo       | EF Pro Cycling                           | + 14 s          |
| 6.º | Robinson Chalapud      | Medellín                                 | + 52 s          |
| 7.º | Hernán Aguirre         | Colombia Tierra de Atletas-GW Bicicletas | + 1 min 08 s    |
| 8.º | Diego Camargo          | Colombia Tierra de Atletas-GW Bicicletas | + 1 min 16 s    |
| 9.º | Freddy Montaña         | EPM-Scott                                | + 1 min 16 s    |
| 10.º | Esteban Chaves         | Colombia                                 | + 1 min 16 s    |

## Clasificaciones finales
Las clasificaciones finalizaron de la siguiente forma:

### Clasificación general
| \| Clasificación general \| Clasificación general \| Clasificación general \| Clasificación general \| Clasificación general \| \| Ciclista \| Ciclista \| Equipo \| Tiempo \| \| \| --------------------- \| ---------------------- \| ---------------------------------------- \| --------------------- \| --------------------- \| \| 1.º \| Sergio Higuita \| EF Pro Cycling \| 19 h 55 min 01 s \| \| \| 2.º \| Daniel Felipe Martínez \| EF Pro Cycling \| + 7 s \| \| \| 3.º \| Jonathan Caicedo \| EF Pro Cycling \| + 33 s \| \| \| 4.º \| Egan Bernal \| Team Ineos \| + 54 s \| \| \| 5.º \| Miguel Flórez López \| Androni Giocattoli-Sidermec \| + 2 min 00 s \| \| \| 6.º \| Freddy Montaña \| EPM-Scott \| + 2 min 35 s \| \| \| 7.º \| Esteban Chaves \| Colombia \| + 3 min 08 s \| \| \| 8.º \| Hernán Aguirre \| Colombia Tierra de Atletas-GW Bicicletas \| + 3 min 14 s \| \| \| 9.º \| Torstein Træen \| Uno-X Norwegian Development \| + 3 min 18 s \| \| \| 10.º \| Sergio Luis Henao \| UAE Team Emirates \| + 3 min 21 s \| \| |                        |                                          |                  |
| |                        |                                          |                  |
| Fuente: ProCyclingStats |                        |                                          |                  |
| Clasificación general |                        |                                          |                  |
| Ciclista | Ciclista               | Equipo                                   | Tiempo           |
| 1.º | Sergio Higuita         | EF Pro Cycling                           | 19 h 55 min 01 s |
| 2.º | Daniel Felipe Martínez | EF Pro Cycling                           | + 7 s            |
| 3.º | Jonathan Caicedo       | EF Pro Cycling                           | + 33 s           |
| 4.º | Egan Bernal            | Team Ineos                               | + 54 s           |
| 5.º | Miguel Flórez López    | Androni Giocattoli-Sidermec              | + 2 min 00 s     |
| 6.º | Freddy Montaña         | EPM-Scott                                | + 2 min 35 s     |
| 7.º | Esteban Chaves         | Colombia                                 | + 3 min 08 s     |
| 8.º | Hernán Aguirre         | Colombia Tierra de Atletas-GW Bicicletas | + 3 min 14 s     |
| 9.º | Torstein Træen         | Uno-X Norwegian Development              | + 3 min 18 s     |
| 10.º | Sergio Luis Henao      | UAE Team Emirates                        | + 3 min 21 s     |

### Clasificación de los puntos
| Clasificación por puntos | Clasificación por puntos | Clasificación por puntos    | Clasificación por puntos | Clasificación por puntos |
| Ciclista                 | Ciclista                 | Equipo                      | Puntos                   |                          |
| ------------------------ | ------------------------ | --------------------------- | ------------------------ | ------------------------ |
| 1.º                      | Juan Sebastián Molano    | UAE Team Emirates           | 45 pts                   |                          |
| 2.º                      | Álvaro Hodeg             | Deceuninck-Quick Step       | 34 pts                   |                          |
| 3.º                      | Sergio Higuita           | EF Pro Cycling              | 27 pts                   |                          |
| 4.º                      | Jhonatan Restrepo        | Androni Giocattoli-Sidermec | 25 pts                   |                          |
| 5.º                      | Daniel Felipe Martínez   | EF Pro Cycling              | 23 pts                   |                          |
| 6.º                      | Edwin Ávila              | Israel Start-Up Nation      | 23 pts                   |                          |
| 7.º                      | Egan Bernal              | Team Ineos                  | 22 pts                   |                          |
| 8.º                      | Byron Guamá              | Ecuador                     | 18 pts                   |                          |
| 9.º                      | Richard Carapaz          | Team Ineos                  | 14 pts                   |                          |
| 10.º                     | Miguel Flórez López      | Androni Giocattoli-Sidermec | 13 pts                   |                          |

### Clasificación de la montaña
| Clasificación de la montaña | Clasificación de la montaña | Clasificación de la montaña      | Clasificación de la montaña | Clasificación de la montaña |
| Ciclista                    | Ciclista                    | Equipo                           | Puntos                      |                             |
| --------------------------- | --------------------------- | -------------------------------- | --------------------------- | --------------------------- |
| 1.º                         | Fabio Duarte                | Medellín                         | 9 pts                       |                             |
| 2.º                         | Egan Bernal                 | Team Ineos                       | 6 pts                       |                             |
| 3.º                         | Daniel Felipe Martínez      | EF Pro Cycling                   | 5 pts                       |                             |
| 4.º                         | Robinson Chalapud           | Medellín                         | 5 pts                       |                             |
| 5.º                         | Sergio Higuita              | EF Pro Cycling                   | 5 pts                       |                             |
| 6.º                         | Simon Pellaud               | Androni Giocattoli-Sidermec      | 4 pts                       |                             |
| 7.º                         | Walter Pedraza              | Equipo Continental Supergiros    | 3 pts                       |                             |
| 8.º                         | Miguel Flórez López         | Androni Giocattoli-Sidermec      | 2 pts                       |                             |
| 9.º                         | Richard Carapaz             | Team Ineos                       | 2 pts                       |                             |
| 10.º                        | Edison Muñoz                | Equipo Continental Orgullo Paisa | 2 pts                       |                             |

### Clasificación de los jóvenes
| Clasificación del mejor joven | Clasificación del mejor joven | Clasificación del mejor joven            | Clasificación del mejor joven | Clasificación del mejor joven |
| Ciclista                      | Ciclista                      | Equipo                                   | Tiempo                        |                               |
| ----------------------------- | ----------------------------- | ---------------------------------------- | ----------------------------- | ----------------------------- |
| 1.º                           | Sergio Higuita                | EF Pro Cycling                           | 19 h 55 min 51 s              |                               |
| 2.º                           | Daniel Felipe Martínez        | EF Pro Cycling                           | + 7 s                         |                               |
| 3.º                           | Egan Bernal                   | Team Ineos                               | + 54 s                        |                               |
| 4.º                           | Miguel Flórez López           | Androni Giocattoli-Sidermec              | + 2 min 00 s                  |                               |
| 5.º                           | Hernán Aguirre                | Colombia Tierra de Atletas-GW Bicicletas | + 3 min 14 s                  |                               |
| 6.º                           | Torstein Træen                | Uno-X Norwegian Development              | + 3 min 18 s                  |                               |
| 7.º                           | Diego Camargo                 | Colombia Tierra de Atletas-GW Bicicletas | + 3 min 29 s                  |                               |
| 8.º                           | Aldemar Reyes Ortega          | EPM-Scott                                | + 4 min 18 s                  |                               |
| 9.º                           | Andrés Camilo Ardila          | UAE Team Emirates                        | + 4 min 37 s                  |                               |
| 10.º                          | Cristian Camilo Muñoz         | UAE Team Emirates                        | + 4 min 59 s                  |                               |

### Clasificación de los sprints (metas volantes)
| Clasificación de las metas volantes | Clasificación de las metas volantes | Clasificación de las metas volantes      | Clasificación de las metas volantes | Clasificación de las metas volantes |
| Ciclista                            | Ciclista                            | Equipo                                   | Puntos                              |                                     |
| ----------------------------------- | ----------------------------------- | ---------------------------------------- | ----------------------------------- | ----------------------------------- |
| 1.º                                 | Byron Guamá                         | Ecuador                                  | 18 pts                              |                                     |
| 2.º                                 | Brayan Sánchez                      | Medellín                                 | 9 pts                               |                                     |
| 3.º                                 | Kristian Yustre                     | Illuminate                               | 7 pts                               |                                     |
| 4.º                                 | Simon Pellaud                       | Androni Giocattoli-Sidermec              | 7 pts                               |                                     |
| 5.º                                 | Óscar Sevilla                       | Medellín                                 | 6 pts                               |                                     |
| 6.º                                 | Félix Barón                         | Illuminate                               | 5 pts                               |                                     |
| 7.º                                 | Aldemar Reyes Ortega                | EPM-Scott                                | 3 pts                               |                                     |
| 8.º                                 | Johan Colón                         | Equipo Continental Orgullo Paisa         | 3 pts                               |                                     |
| 9.º                                 | Juan Pablo Suárez                   | EPM-Scott                                | 3 pts                               |                                     |
| 10.º                                | Omar Mendoza                        | Colombia Tierra de Atletas-GW Bicicletas | 2 pts                               |                                     |

### Clasificación por equipos
| Clasificación por equipos | Clasificación por equipos                | Clasificación por equipos | Clasificación por equipos |
| Equipo                    | Equipo                                   | Tiempo                    |                           |
| ------------------------- | ---------------------------------------- | ------------------------- | ------------------------- |
| 1.º                       | EF Pro Cycling                           | 59 h 12 min 37 s          |                           |
| 2.º                       | UAE Team Emirates                        | + 6 min 58 s              |                           |
| 3.º                       | EPM-Scott                                | + 7 min 47 s              |                           |
| 4.º                       | Colombia Tierra de Atletas-GW Bicicletas | + 8 min 36 s              |                           |
| 5.º                       | Colombia                                 | + 10 min 26 s             |                           |
| 6.º                       | Ecuador                                  | + 13 min 56 s             |                           |
| 7.º                       | Medellín                                 | + 15 min 40 s             |                           |
| 8.º                       | Ineos                                    | + 15 min 54 s             |                           |
| 9.º                       | Israel Start-Up Nation                   | + 17 min 17 s             |                           |
| 10.º                      | Equipo Continental Orgullo Paisa         | + 21 min 45 s             |                           |

## Evolución de las clasificaciones
| Etapa                   | Ganador de etapa        | Clasificación general | Clasificación de los puntos | Clasificación de la montaña | Clasificación de los jóvenes | Premio de la combatividad | Clasificación de los sprints | Clasificación por equipos |
| ----------------------- | ----------------------- | --------------------- | --------------------------- | --------------------------- | ---------------------------- | ------------------------- | ---------------------------- | ------------------------- |
| 1.ª                     | EF                      | Jonathan Caicedo      | Jonathan Caicedo            | Daniel Felipe Martínez      | Sergio Higuita               | Julian Alaphilippe        | no otorgado                  | EF                        |
| 2.ª                     | Juan Sebastián Molano   | Jonathan Caicedo      | Juan Sebastián Molano       | Aldemar Reyes               | Sergio Higuita               | Matthieu Jeannès          | Brayan Sánchez               | EF                        |
| 3.ª                     | Juan Sebastián Molano   | Jonathan Caicedo      | Juan Sebastián Molano       | Simon Pellaud               | Sergio Higuita               | Sebastián Henao           | Brayan Sánchez               | EF                        |
| 4.ª                     | Sergio Higuita          | Sergio Higuita        | Juan Sebastián Molano       | Simon Pellaud               | Sergio Higuita               | Lauro Mouro               | Brayan Sánchez               | EF                        |
| 5.ª                     | Juan Sebastián Molano   | Sergio Higuita        | Juan Sebastián Molano       | Fabio Duarte                | Sergio Higuita               | Simon Pellaud             | Byron Guamá                  | EF                        |
| 6.ª                     | Daniel Felipe Martínez  | Sergio Higuita        | Juan Sebastián Molano       | Fabio Duarte                | Sergio Higuita               | Félix Barón               | Byron Guamá                  | EF                        |
| Clasificaciones finales | Clasificaciones finales | Sergio Higuita        | Juan Sebastián Molano       | Fabio Duarte                | Sergio Higuita               | no otorgado               | Byron Guamá                  | EF                        |

## Ciclistas participantes y posiciones finales
Convenciones:
- AB-N: Abandono en la etapa "N"
- FLT-N: Retiro por llegada fuera del límite de tiempo en la etapa "N"
- NTS-N: No tomó la salida para la etapa "N"
- DES-N: Descalificado o expulsado en la etapa "N"

## UCI World Ranking
El Tour Colombia otorgó puntos para el UCI World Ranking para corredores de los equipos en las categorías UCI WorldTeam, UCI ProTeam y Continental. Las siguientes tablas muestran el baremo de puntuación y los 10 corredores que obtuvieron más puntos:
| Posición              | 1.º | 2.º | 3.º | 4.º | 5.º | 6.º | 7.º | 8.º | 9.º | 10.º | 11.º | 12.º | 13.º-15.º | 16.º-25.º |
| Clasificación general | 125 | 85  | 70  | 60  | 50  | 40  | 35  | 30  | 25  | 20   | 15   | 10   | 5         | 3         |
| Por etapa             | 14  | 5   | 3   |     |     |     |     |     |     |      |      |      |           |           |
| Líder                 | 3   |     |     |     |     |     |     |     |     |      |      |      |           |           |

| Clasificación |                        |                                          |         |       |       |        |
| Posición      | Ciclista               | Equipo                                   | General | Etapa | Líder | Total  |
| ------------- | ---------------------- | ---------------------------------------- | ------- | ----- | ----- | ------ |
| 1.º           | Sergio Higuita         | EF                                       | 125     | 21,33 | 6     | 152,33 |
| 2.º           | Daniel Felipe Martínez | EF                                       | 85      | 16,33 | -     | 101,33 |
| 3.º           | Jonathan Caicedo       | EF                                       | 70      | 2,33  | 9     | 81,33  |
| 4.º           | Egan Bernal            | INEOS                                    | 60      | 8,5   | -     | 68,5   |
| 5.º           | Miguel Flórez López    | Androni Giocattoli-Sidermec              | 50      | -     | -     | 50     |
| 6.º           | Juan Sebastián Molano  | UAE Emirates                             | -       | 42    | -     | 42     |
| 7.º           | Freddy Montaña         | EPM-Scott                                | 40      | -     | -     | 40     |
| 8.º           | Esteban Chaves         | Selección de Colombia                    | 35      | -     | -     | 35     |
| 9.º           | Hernán Aguirre         | Colombia Tierra de Atletas-GW Bicicletas | 30      | -     | -     | 30     |
| 10.º          | Torstein Træen         | Uno-X Norwegian Development              | 25      | -     | -     | 25     |